# Itchen
Itchen är en stadsdel i Southampton i grevskapet Hampshire, i England. Itchen var en civil parish 1903–1925 när blev den en del av Southampton. Civil parish hade 23 147 invånare år 1921. Itchen var ett distrikt 1898–1920 när blev den en del av Southampton.